# Weissella hellenica
Weissella hellenica (abreujada W. hellenica) és un bacteri grampositiu, de morfologia coccoïdal o lenticular. No presenta mobilitat. Pot créixer a 4 °C, però no a 37 °C. Produeix principalment lactat. A diferència de molts altres bacteris heterofermentadors, en aquest cas produeixen molt poca quantitat de gas. Pot produir àcid a partir de fructosa, lactosa, ribosa i xilosa, entre d'altres. No pot hidrolitzar arginina. Creix en NaCl 8%, però no a 10%. No pot créixer a pH 4,8-5. En la prova Voges-Proskauer mostra resultat negatiu. El contingut en G+C és de 39,4 - 40%.
De la mateixa manera que altres espècies del gènere Weissella, aquesta està relacionada amb fluctuacions en la qualitat de la carn, també en aquells productes carnis envasats i refrigerats. No obstant això, la seva producció de bacteriocines ha permès explorar alguna acció positiva d'aquest bacteri en aliments, com seria el seu paper en la conservació del tofu.
La seva soca tipus és ATCC:51523.